# Objet potentiellement dangereux
Pour les articles homonymes, voir OPD, APD et CPD.

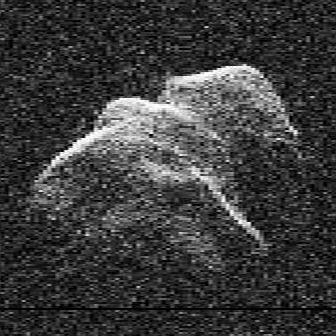
Astéroïde (4179) Toutatis.

Un objet potentiellement dangereux (en abrégé OPD ; en anglais Potentially Hazardous Object, PHO) est, en astronomie, un objet spatial volumineux dont la trajectoire passe suffisamment près de la Terre pour représenter une menace de collision. Ces objets relèvent de la catégorie des géocroiseurs et sont de deux types :
- les astéroïdes potentiellement dangereux (APD ; en anglais Potentially Hazardous Asteroid, PHA) ;
- les comètes potentiellement dangereuses (CPD ; en anglais Potentially Hazardous Comet, PHC).

## Définition
Un objet spatial est considéré comme un OPD si sa distance minimale à l'orbite terrestre (DMIO-T, E-MOID en anglais) est inférieure à 0,05 UA (soit 7 480 000 km, soit encore 19,5 distances lunaires) et si son diamètre est d'au moins 150 mètres, correspondant à une magnitude absolue H < 22 (le diamètre est calculé sur la base d'un albédo de 0,14).
Les deux principales échelles utilisées pour classer les objets spatiaux par ordre de dangerosité sont l'échelle de Palerme et l'échelle de Turin.

## Dénombrement
En octobre 2008, le Near-Earth Object Program de la NASA recensait 982 APD et 65 CPD. 
En 2012, NEOWISE estimait qu'il y avait 4700 ± 1500 APD de diamètre supérieur à 100 mètres.
En mars 2020, on connait 1974 APD, dont seulement 208 ont un arc d'observation inférieur à 30 jours. Plus précisément, on connait 1750 APD de la famille Apollon et seulement 174 APD de la famille Aton (ainsi que 119 APD de la famille Amor). 
Des projets tels que LINEAR, Catalina Sky Survey (associé au Mount Lemmon Survey) et Pan-STARRS 1 continuent à chercher de nouveaux OPD. Chacun d'eux est étudié par des moyens variés, dont des observations optiques, radar et infrarouge pour déterminer leurs caractéristiques, telles que leur taille, leur composition, leur période de rotation et améliorer la détermination de leur orbite. Des astronomes professionnels et amateurs participent à ces suivis.

## Plus gros astéroïdes potentiellement dangereux
Année de découverte, nom et magnitude absolue (H) des plus gros astéroïdes potentiellement dangereux :
| Année | Nom                      | H     |
| ----- | ------------------------ | ----- |
| 1932  | (1862) Apollon           | 16,25 |
| 1937  | (69230) Hermès           | 17,5  |
| 1947  | (2201) Oljato            | 15,25 |
| 1949  | (1566) Icare             | 16,9  |
| 1950  | (29075) 1950 DA          | 17,1  |
| 1951  | (1620) Géographos        | 15,6  |
| 1959  | (4183) Cuno              | 14,4  |
| 1960  | (5011) Ptah              | 16,4  |
| 1973  | (1981) Midas             | 15,2  |
| 1975  | (2102) Tantale           | 16,0  |
| 1978  | (161989) Cacus           | 17,1  |
| 1979  | (4015) Wilson-Harrington | 16,0  |
| 1981  | (3122) Florence          | 14,1  |
| 1983  | (3200) Phaéton           | 14,6  |
| 1984  | (3671) Dionysos          | 16,4  |
| 1987  | (4486) Mithra            | 15,6  |
| 1989  | (4179) Toutatis          | 15,3  |
| 1990  | (4953) 1990 MU           | 14,1  |
| 1991  | (7341) 1991 VK           | 16,7  |
| 1992  | (10115) 1992 SK          | 17,0  |
| 1993  | (39572) 1993 DQ1         | 16,4  |
| 1994  | (136618) 1994 CN2        | 16,6  |
| 1995  | (243566) 1995 SA         | 17,3  |
| 1996  | (8566) 1996 EN           | 16,5  |
| 1997  | (35396) 1997 XF11        | 16,9  |
| 1998  | (16960) 1998 QS52        | 14,3  |
| 1999  | (137427) 1999 TF211      | 15,0  |
| 2000  | (23187) 2000 PN9         | 16,1  |
| 2001  | (111253) 2001 XU10       | 14,9  |
| 2002  | (89830) 2002 CE          | 14,7  |
| 2003  | (242216) 2003 RN10       | 15,7  |
| 2004  | (242450) 2004 QY2        | 14,7  |
| 2005  | (308242) 2005 GO21       | 16,4  |
| 2006  | (374851) 2006 VV2        | 16,8  |
| 2007  | (214869) 2007 PA8        | 16,2  |
| 2008  | (294739) 2008 CM         | 17,15 |
| 2009  | (369264) 2009 MS         | 16,3  |
| 2010  | (381906) 2010 CL19       | 17,55 |
| 2011  | (415029) 2011 UL21       | 15,7  |
| 2012  | (482467) 2012 LK9        | 17,8  |
| 2013  | (507716) 2013 UP8        | 16,3  |
| 2014  | (533671) 2014 LJ21       | 16,1  |
| 2015  | 2015 HY116               | 17,5  |
| 2016  | 2016 CB194               | 17,6  |
| 2017  | 2017 CH1                 | 17,9  |
| 2018  | 2018 XV5                 | 17,5  |
| 2019  | 2019 RV3                 | 18,1  |
| 2020  | 2020 SL1                 | 17,5  |
| 2021  | 2021 HK12                | 17,7  |
| 2022  | 2022 AP7                 | 17,1  |